# Andrea Micheletti
Pour les articles homonymes, voir Micheletti.
Andrea Micheletti, né le 22 juin 1991 à Gallarate, est un rameur d'aviron italien.

## Carrière
Il participe au deux de couple poids légers lors des Jeux olympiques de 2016.
Il remporte la médaille d'or de quatre de couple poids légers aux Championnats d'Europe d'aviron 2018.